# Gyrophaena polita
Gyrophaena polita – gatunek chrząszcza z rodziny kusakowatych i podrodziny rydzenic.

## Taksonomia
Gatunek ten opisany został po raz pierwszy w 1802 roku przez Johanna L.Ch.C. Gravenhorsta pod nazwą Aleochara polita.

## Morfologia
Chrząszcz o wydłużonym ciele długości od 1,3 do 1,6 mm, z wierzchu tłusto lśniącym i szagrynowanym. Czułki odznaczają się członem przedostatnim trochę mocniej poprzecznym niż u podobnej G. strictula. Głowa jest ciemnobrązowa, co najwyżej nieznacznie szersza niż dłuższa. Przedplecze jest płaskie, poprzeczne, ciemnobrązowe lub, rzadziej, rudobrązowe. Po bokach linii środkowej przedplecza występują szeregi grubszych punktów. Pokrywy są ciemnobrązowe, rzadziej rudobrązowe. Ich zewnętrzne połowy mają bardziej niż u G. strictula rozproszone, drobne, nieco ziarniste punktowanie. Kolor odnóży jest rudożółty. Odwłok ma ubarwienie ciemnobrązowe, czasem z rudobrązowo rozjaśnionymi podstawą i wierzchołkiem.

## Ekologia i występowanie
Owad ten zasiedla lasy liściaste. Jest polifagicznym mykofagiem. Bytuje w porastających stare pnie owocnikach różnych gatunków grzybów nadrzewnych, najchętniej w gmatwkach dębowych, wrośniakach garbatych i anyżakach pachnących.
Gatunek palearktyczny. W Europie znany jest z Francji, Belgii, Niemiec, Szwajcarii, Austrii, Włoch, Polski, Czech, Słowacji, Węgier, Ukrainy, Rumunii i Bułgarii, a w Azji z syberyjskiej części Rosji.